# Maimouna N'Diaye
Maimouna N'Diaye é uma atriz e humorista senegalesa. Em 2016, foi indicada à categoria de Melhor Atriz do African Movie Academy Awards.